# FK Sloga Jugomagnat Skopje
FK Sloga Jugomagnat Skopje (Macedonisch: Ф.К. Слога Југомагнат Скопје) was een Macedonische voetbalclub uit de hoofdstad Skopje.
De club werd in 1927 opgericht als Zafer FC en veranderde in 1945 de naam in Sloga Skopje. In 1992 werd de huidige naam aangenomen, dat jaar was Sloga medeoprichter van de Macedonische hoogste klasse, na de onafhankelijkheid van Joegoslavië. De eerste 2 seizoenen eindigde de club in de middenmoot. In 1995 eindigde de club knap 3de. Het volgende seizoen behaalden ze zelfs de 2de plaats boven Vardar Skopje, de enige grote Macedonische club uit het Joegoslavische tijdperk. Na nog een 3de en 2de plaats de volgende 2 seizoenen begon de club in 1999 aan een 3 jaar durende suprematie. Van 2002 tot 2004 eindigde de club nog in de top 5 maar in 2005 degradeerde de club onverwachts. In het eerste jaar 2de klasse eindigde de club 5de. In het seizoen 2008/09 eindigde de club op de tweede plaats en kon zo promoveren naar de eerste klasse. Nadat de club twee speeldagen op rij verstek gaf werd de club samen met Makedonija Skopje, dat ook niet kwam opdagen, uit de competitie gezet.
Hierna staakten de activiteiten. In 2012 ging de club een papieren fusie aan met KF Albersa tot KF Shkupi dat op het derde niveau uitkomt. De bond erkende de fusieclub echter niet als rechtsopvolger van Sloga Jugomagnat. Vanaf 2013 gaat de nieuwe club samen met FK Korzo uit Prilep.

## Erelijst
- Landskampioen

1999, 2000, 2001
- Beker van Macedonië

Winnaar: 1996, 2000, 2004
Finalist: 1997, 1998, 1999, 2001, 2003

## Sloga in Europa
#Q = #kwalificatieronde, T/U = Thuis/Uit, W = Wedstrijd, PUC = punten UEFA coëfficiënten .
Uitslagen vanuit gezichtspunt FK Sloga Jugomagnat
| Seizoen | Competitie       | Ronde | Land                  | Club               | Totaalscore | 1e W    | 2e W    | PUC |
| ------- | ---------------- | ----- | --------------------- | ------------------ | ----------- | ------- | ------- | --- |
| 1996/97 | Europacup II     | Q     | Vlag van Hongarije    | Kispesti Honvéd FC | 0-2         | 0-1 (U) | 0-1 (T) | 0.0 |
| 1997/98 | Europacup II     | Q     | Vlag van Kroatië      | NK Zagreb          | 1-4         | 1-2 (T) | 0-2 (U) | 0.0 |
| 1998/99 | UEFA Cup         | 1Q    | Vlag van Roemenië     | Otelul Galati      | 1-4         | 0-3 (U) | 1-1 (T) | 0.5 |
| 1999/00 | Champions League | 1Q    | Vlag van Azerbeidzjan | Kapaz Gäncä        | 2-2 u       | 1-0 (T) | 1-2 (U) | 1.0 |
|         |                  | 2Q    | Vlag van Denemarken   | Brøndby IF         | 0-2         | 0-1 (T) | 0-1 (U) | 1.0 |
| 2000/01 | Champions League | 1Q    | Vlag van Ierland      | Shelbourne FC      | 1-2         | 0-1 (T) | 1-1 (U) | 0.5 |
| 2001/02 | Champions League | 1Q    | Vlag van Litouwen     | FBK Kaunas         | 1-1 u       | 0-0 (T) | 1-1 (U) | 1.0 |
|         |                  | 2Q    | Vlag van Roemenië     | Steaua Boekarest   | 1-5         | 0-3 (U) | 1-2 (T) | 1.0 |
| 2004/05 | UEFA Cup         | 1Q    | Vlag van Cyprus       | Omonia Nicosia     | 1-8         | 0-4 (U) | 1-4 (T) | 0.0 |

Totaal aantal punten voor UEFA coëfficiënten: 3.0